# 海因斯会议中心站
海因斯会议中心站（英語：Hynes Convention Center station）是马萨诸塞湾交通局运营的轻轨绿线车站。车站位于纽伯里街与马萨诸塞大道路口，靠近海因斯会议中心，是波士顿后湾社区西端的重要地铁站之一。车站最初由波士顿架高铁路公司于1914年建造，是博伊尔斯顿街有轨电车、马萨诸塞大道有轨电车和特里蒙特地铁的换乘车站。20世纪中期，街面的有轨电车逐渐被公共汽车所替代，但直至今日，海因斯会议中心仍旧是十分重要的公交换乘车站，连接波士顿与剑桥市的公交1路和其他两条公交线停靠此站。
海因斯会议中心站目前不是无障碍车站，预计于2019年进行翻新改造。车站改造的同时，对临近的马萨诸塞收费公路空权进行开发。

## 历史

### 启用

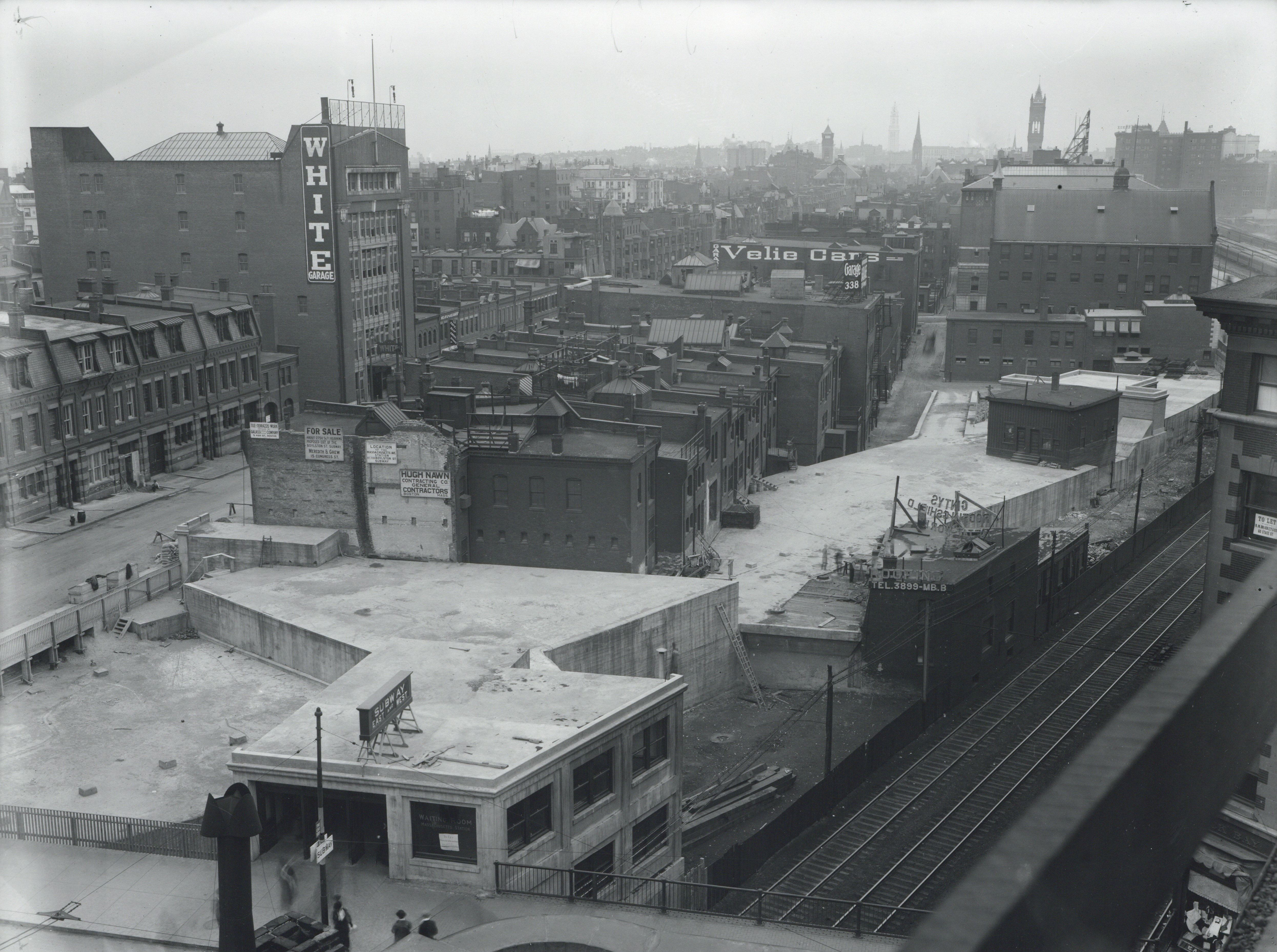
1914年的马萨诸塞大道站，地表站修建之前照片

1912年3月，博伊尔斯顿街地铁隧道开始修建，隧道承接特里蒙特街地铁，向波士顿西部延伸。 并在马萨诸塞大道与科普利广场之间设立了多个车站。车站于1914年10月3日正式启用。
地铁在车站东侧略微向北弯曲，与波士顿与奥尔巴尼铁路保持平行。经过车站后，在车站西部，隧道往回略微弯曲，继续与纽伯里街平行，与后湾社区总体街道网格保持一致。尽管车站是地下车站，但是由于车站旁边是铁路沟道，方便露天建造。
车站在马萨诸塞大道上的入口位于纽伯里街南侧，另一个入口在车站东侧的博伊尔斯顿街上。除此以外，车站还在车站入口处为换乘有轨电车的乘客建造了候车室。

### 地表车站

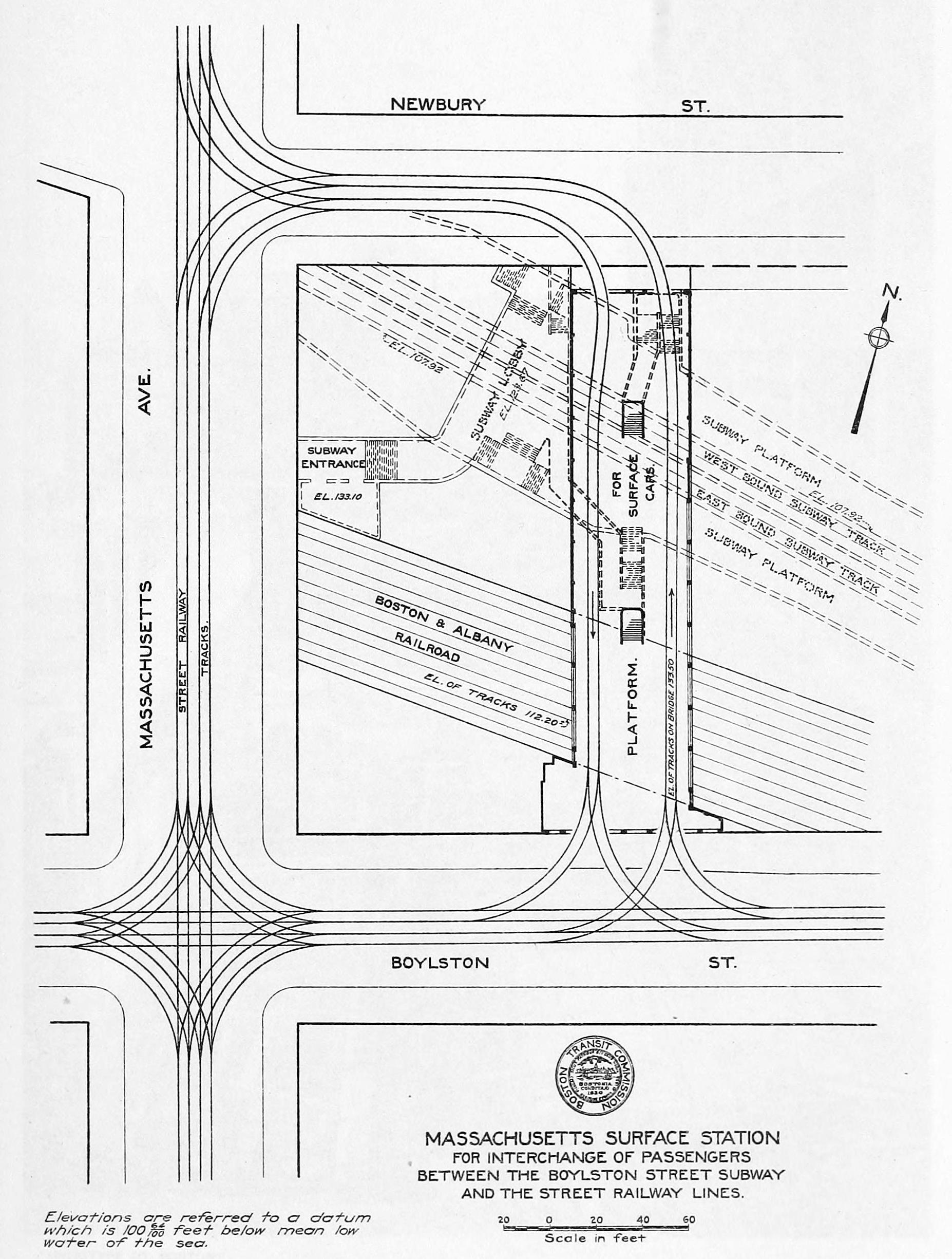
地表有轨电车车站规划图

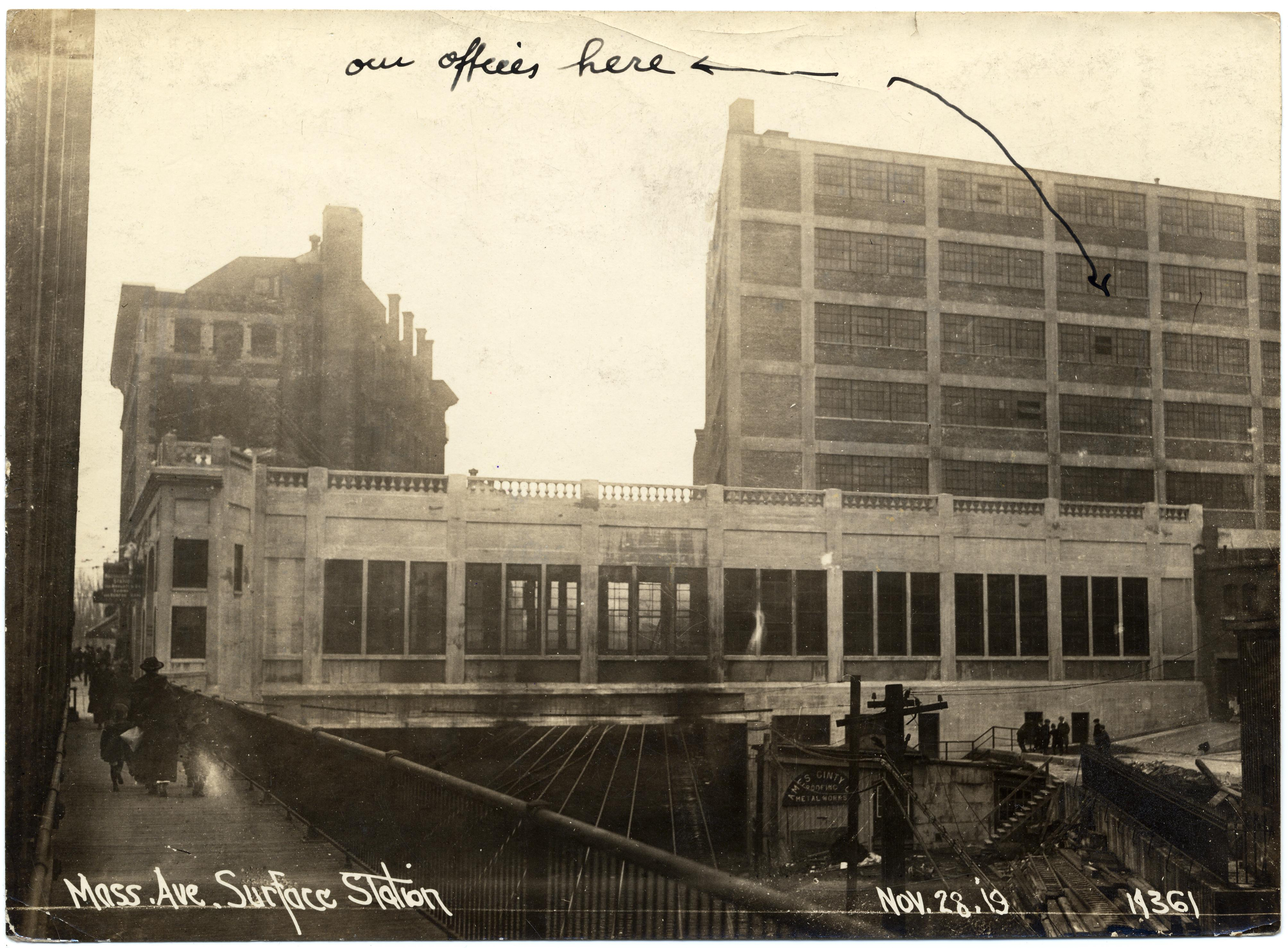
1919年11月，车站及换乘候车室

1917年，马萨诸塞州议会批准波士顿架高铁路公司在现有的地铁站上建造换乘车站。不久之后，他们向波士顿运输委员会申请，在马萨诸塞大道站建立这样的换乘站。1917年11月，公共服务委员会批准了架高铁路公司的车站规划，在纽伯里街和博伊尔斯顿街之间建造这座车站，并在波士顿及奥尔巴尼铁路轨道上方建造一座桥。:6
车站为钢筋混凝土结构建筑，有两股铁轨和大约8.2米宽的島式月台。站台与检票口夹层之间用楼梯间进行连接。马萨诸塞大道和博伊尔斯顿街上的有轨电车都可以在换乘车站停靠。:38工程与1918年2月4日开始施工，并在4月5日之前拆迁完毕。:39车站最后于1919年11月29日完工并启用，是四条有轨电车的终点站：马萨诸塞大道通往哈佛站的有轨电车76路，通往达德利广场站的47路，博伊尔斯顿街分别通往柏树街车辆厂和栗山的有轨电车。

### 有轨电车的没落

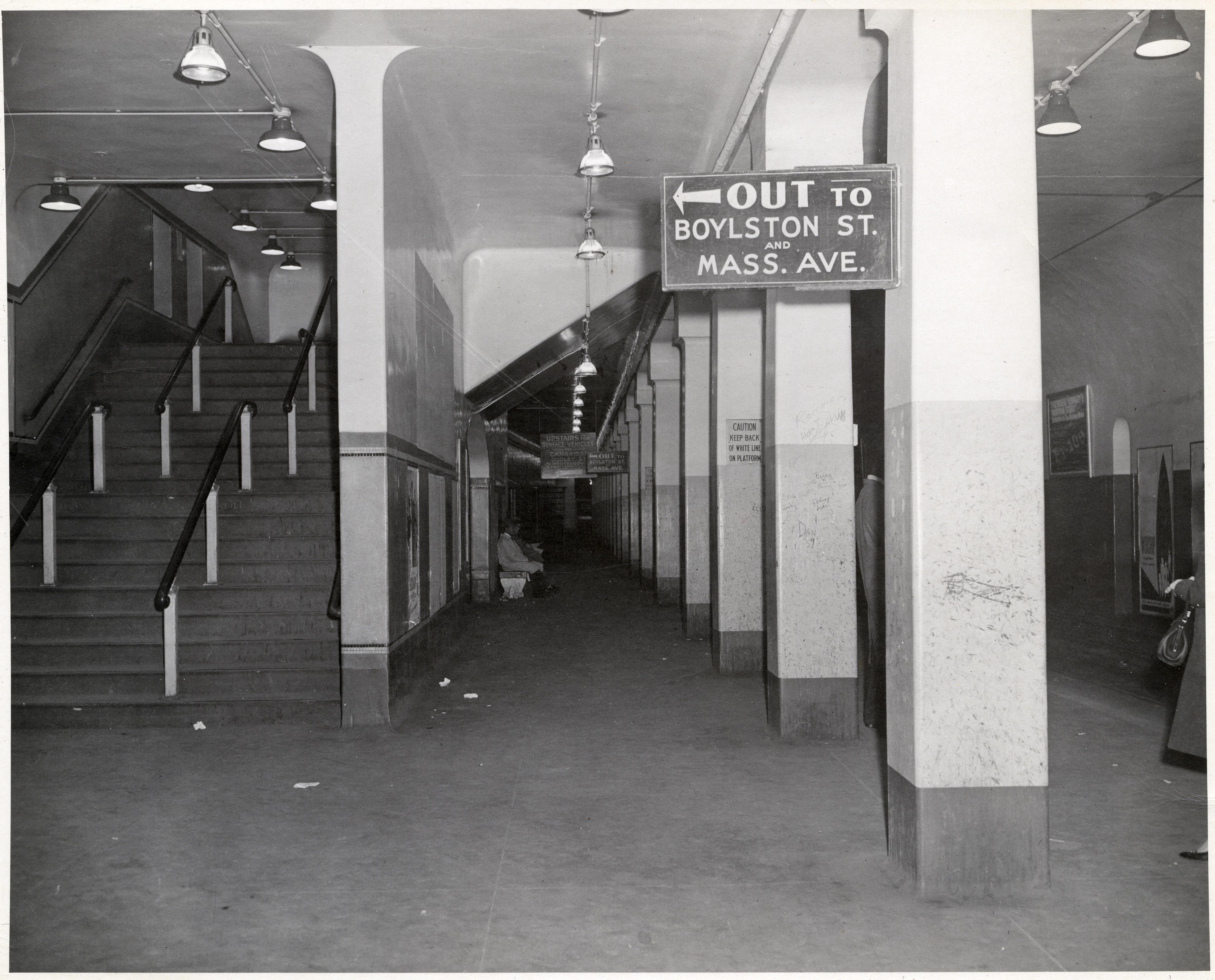
1962年出城方向地铁站台

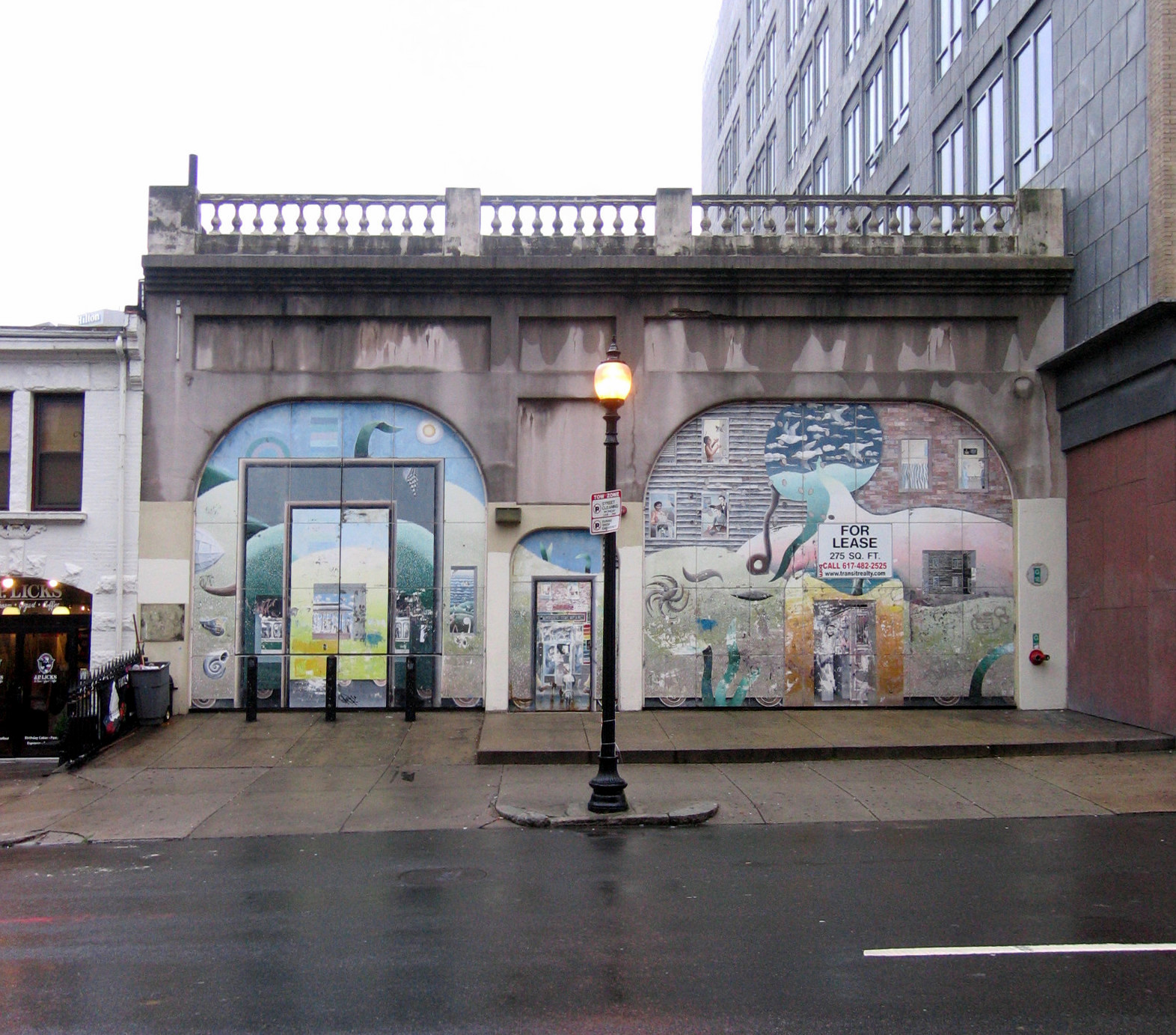
车站在纽伯里街的原入口(2011年9月)

1932年10月，博伊尔斯顿街地铁延伸至肯莫尔站。通往柏树街的有轨电车被公交车所取代，并经停肯莫尔广场。随后新增了通往鲍登站的54路公交和往返于科普利广场和昆斯伯里的55路公交。76路有轨电车于1949年9月12日被公交车替代，于1950年4月22日更换成电车，:28并于1961年4月1日再次改回公交车。1953年9月12日，47路有轨电车被公交车替换。
20世纪60年代早期，马萨诸塞州收费公路扩张规划开始实施，沿着波士顿及奥尔巴尼铁路走廊修建高速路。1962年9月，47路公交和76路合并成波士顿1路公交，并在1963年1月21日将地表有轨电车车站永久关闭。靠近博伊尔斯顿街的建筑随后被拆除，如今改建为波士顿地铁牵引变电站。变电站由两座大型整流变压器组成。曾经的车站入口已被关闭，被涂上了塗鴉，入口前的人行道经常有街头表演。马萨诸塞湾交通局有考虑过将这块空间出租。
1963年，在马萨诸塞大道的桥上兴建了一座巴士车站。1964年11月16日，刚组建的马萨诸塞湾交通局兴建了连接公交车站和地铁站的步行隧道。1965年，曾经的铁路车辆厂上建起了保诚大厦和保诚大厦综合购物中心，为车站带来大量客流。于是在1965年4月19日，交通局为车站增加了一个新的入口，入口就在博伊尔斯顿街，方便乘客进入车站。

### 马萨诸塞湾交通局时代

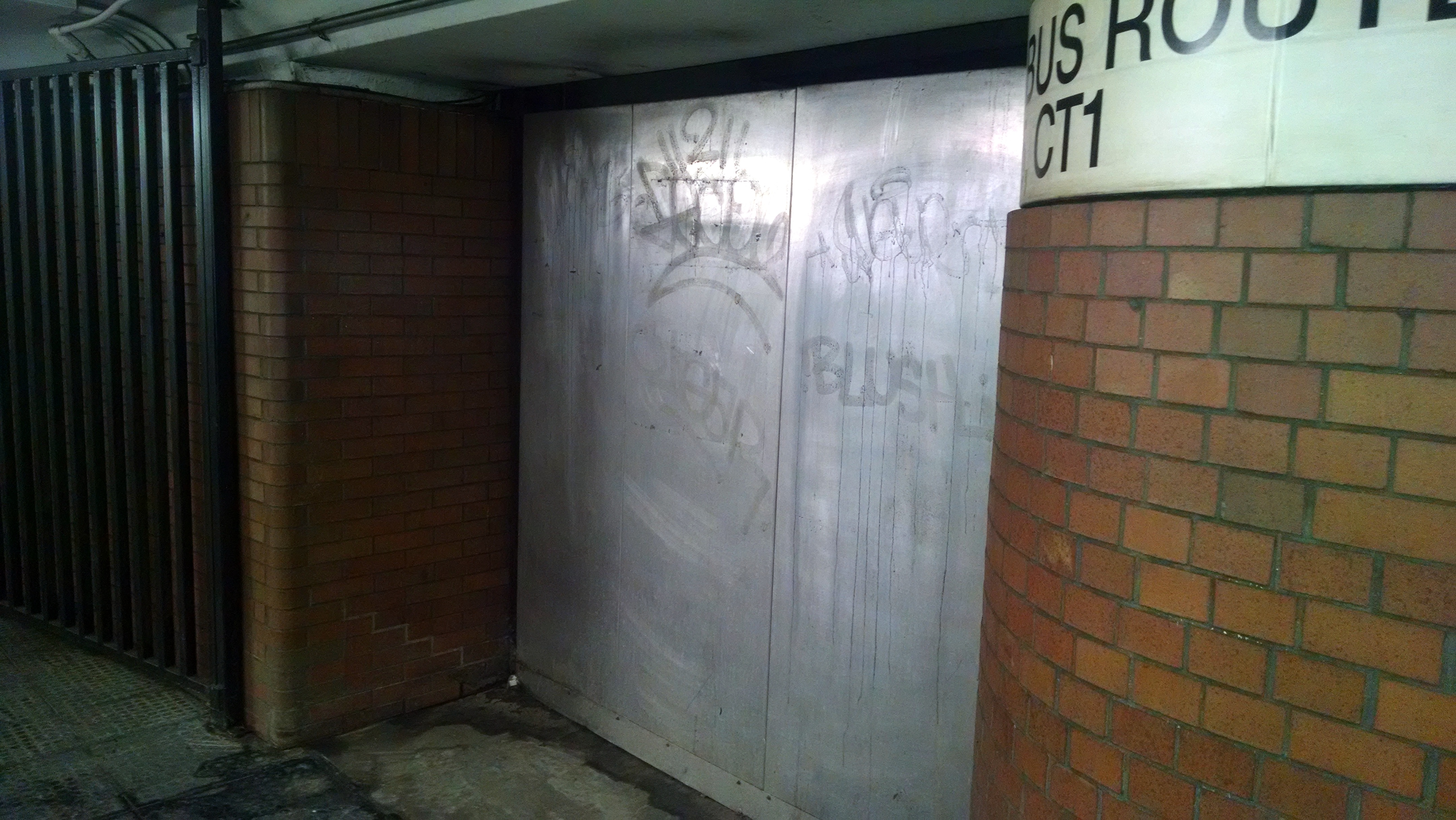
已停用的步行隧道，80年代后便被关闭。

1965年2月18日，在战争纪念馆（如今的海因斯纪念馆）完工后，车站便更名为礼堂站。1988年，纪念馆拆除并兴建了海因斯会议中心。两年后，在附近的波士顿当代艺术学院建成后，车站重命名为海因斯会议中心/当代艺术学院站。
80年代早期，出于安全方面考虑，通往南行方向公交站台的隧道被关闭，乘客需要在旁边的十字路口过马路到达对面的候车棚，但是很多乘客直接在此横穿马路，带来交通隐患。
由于地铁线路缩减，鲍登站和交响大厅站与1981年1月3日关闭，博伊尔斯顿街入口也随之关闭。在之后的岁月里，该入口重新开放了几年后，又在90年代关闭。如今只有在特殊活动时才会开放使用。2006年11月，当代艺术学院搬迁到南波士顿海滨之后，车站重命名为海因斯会议中心站。

### 翻新工程规划

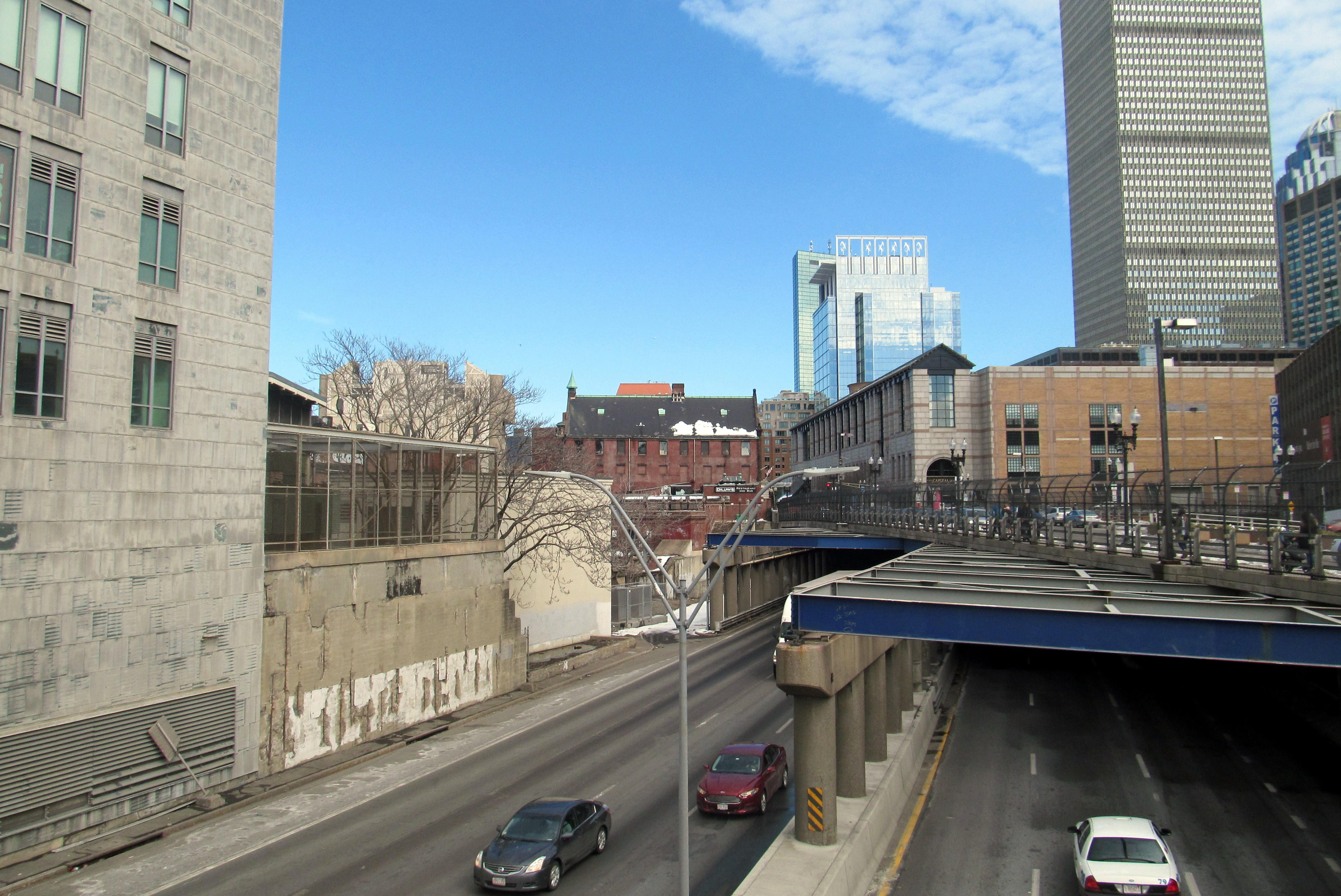
临近收费公路空权开发项目在财政上帮助车站翻新

海因斯会议中心站目前不是无障碍车站，不方便轮椅登车。2013年，翻新的工作的总体设计进度达到15%。2014年9月3日，马萨诸塞州交通部宣布对马萨诸塞州收费公路13号出口附近的空权开发权进行竞拍。工程需要对车站进行无障碍改造，为轮椅增设电梯并重新开放马萨诸塞大道步行隧道和博伊尔斯顿街车站入口。 
2015年11月，马萨诸塞州交通部批准了开发规划，施工将于2019年开始进行。皮布尔斯公司作为开发商，与马萨诸塞湾交通局合作对车站进行改造。车站改造项目预计需要4570万美元，皮布尔斯公司承担其中的3050万美元，其余资金需要马萨诸塞湾交通局自己筹集。.

## 车站结构

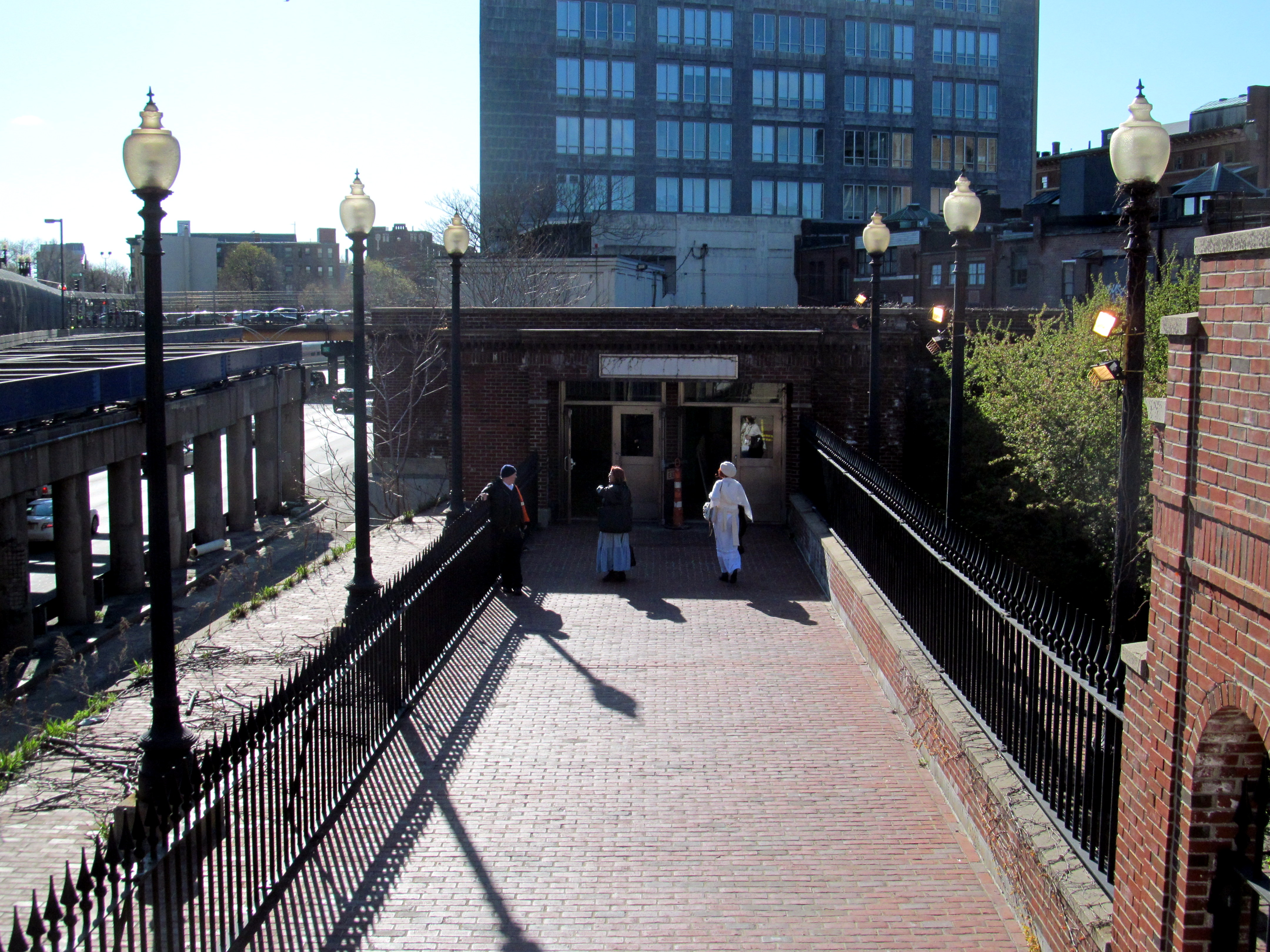
博伊尔斯顿街入口目前只在特定活动期间开放，但计划在车站改造后永久开放。

车站由两座側式月台组成，主入口在马萨诸塞大道上，连接到站台的西侧。除此以外，车站有辅助出口，可以直通纽伯里街。
博伊尔斯顿街出入口通常情况下关闭，但是由于科普利站在愛國日 (4月)波士顿马拉松举办期间关闭，为疏通大量客流，该入口会暂时开放。同类大型活动，如海因斯会议中心举办波士顿漫展时，该入口也会开放。
| G    | 地面               | 出入口                                      |
| 夹层 | -                  | 站台间过道，检票口，通往出入口              |
| B1   | 侧式站台，右侧开门 | 侧式站台，右侧开门                          |
| B1   | 出城               | 往波士顿学院、克利夫兰环岛或河滨 （肯莫尔） |
| B1   | 入城               | 往公园街、政府中心或波士顿北站 （科普利）   |
| B1   | 侧式站台，右侧开门 |                                             |

## 公交换乘

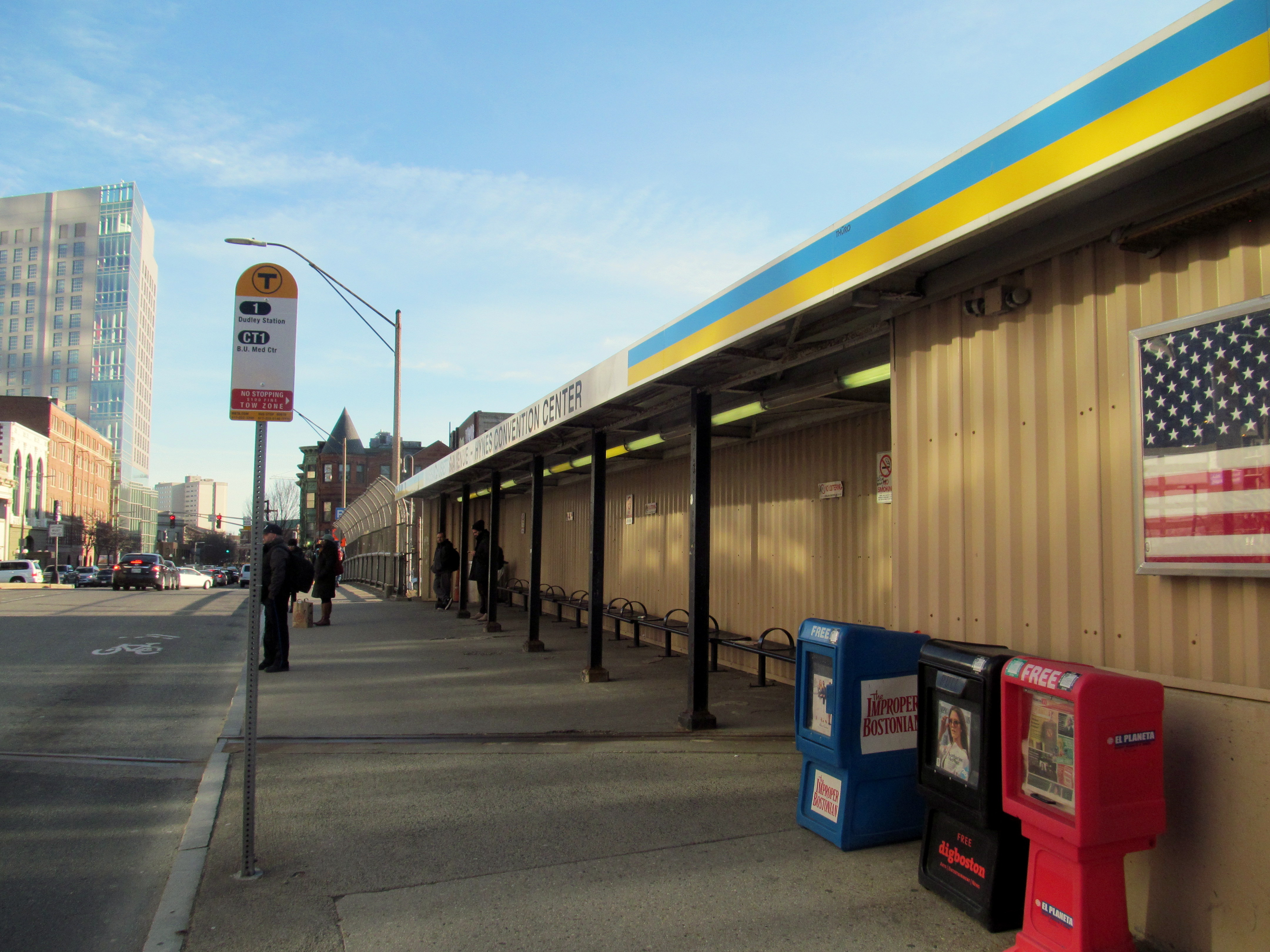
地铁站入口街对面的公交车遮阳棚。

海因斯会议中心站共停靠三条波士顿公交线：
- CT1：中央广场站 - 麻省理工学院 - 波士顿大学医疗中心（英语：Boston University Medical Center）/波士顿医疗中心（英语：Boston Medical Center）
- 1： 哈佛/霍利奥克大门 - 马萨诸塞大道（英语：Massachusetts Avenue (Boston)） - 达德利广场站（英语：Dudley (MBTA station)）
- 55：泽西&昆士伯 - 伊普斯威奇街 - 公园街站或科普利站